# Pseudotothyris janeirensis
Pseudotothyris janeirensis är en fiskart som beskrevs av Heraldo A. Britski och Garavello, 1984. Pseudotothyris janeirensis ingår i släktet Pseudotothyris och familjen Loricariidae. Inga underarter finns listade i Catalogue of Life.